# Arquebisbat de Singapur

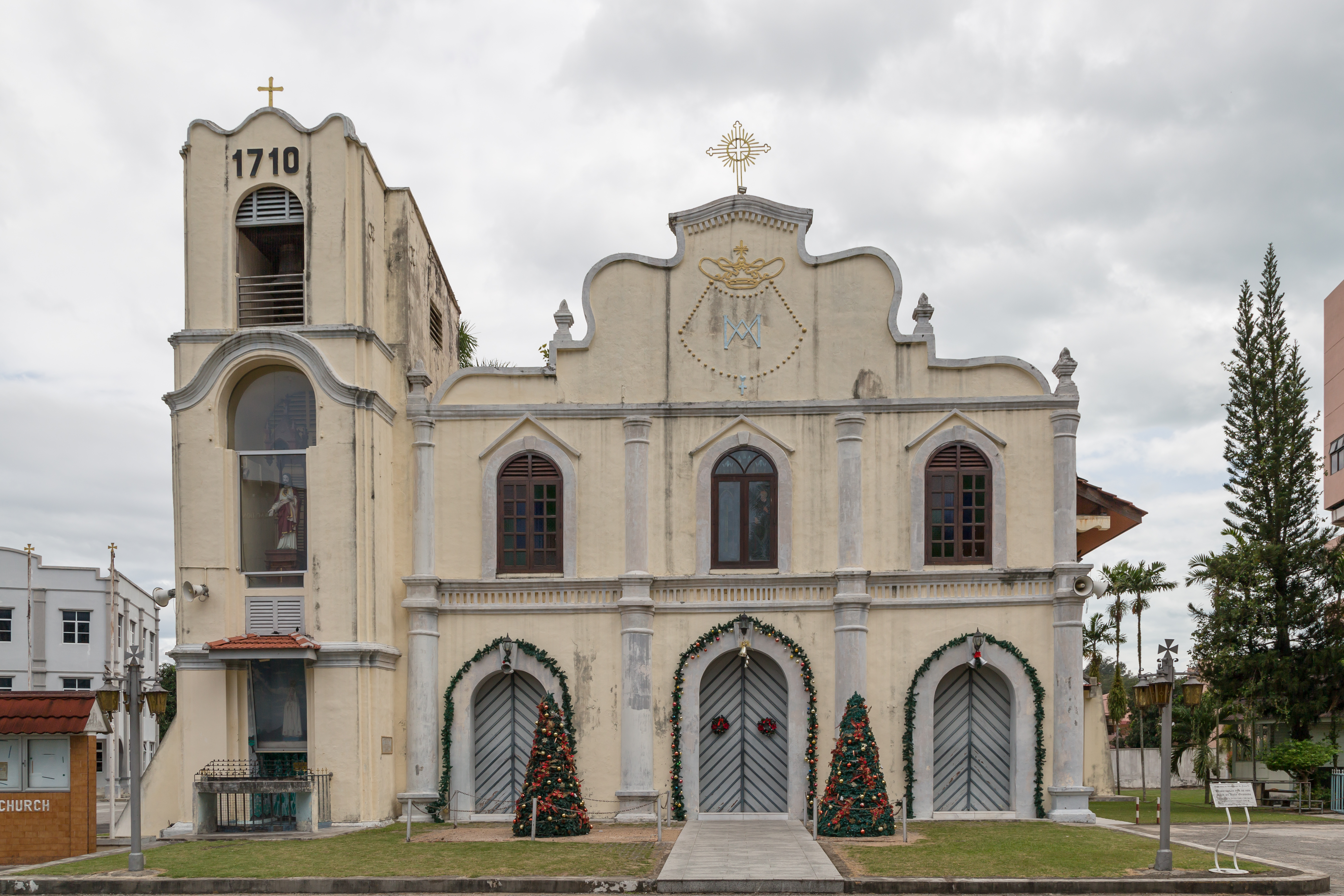
L'església de Sant Pere a Malaca, construïda el 1710 a l'època del bisbe Manuel do Santo António.

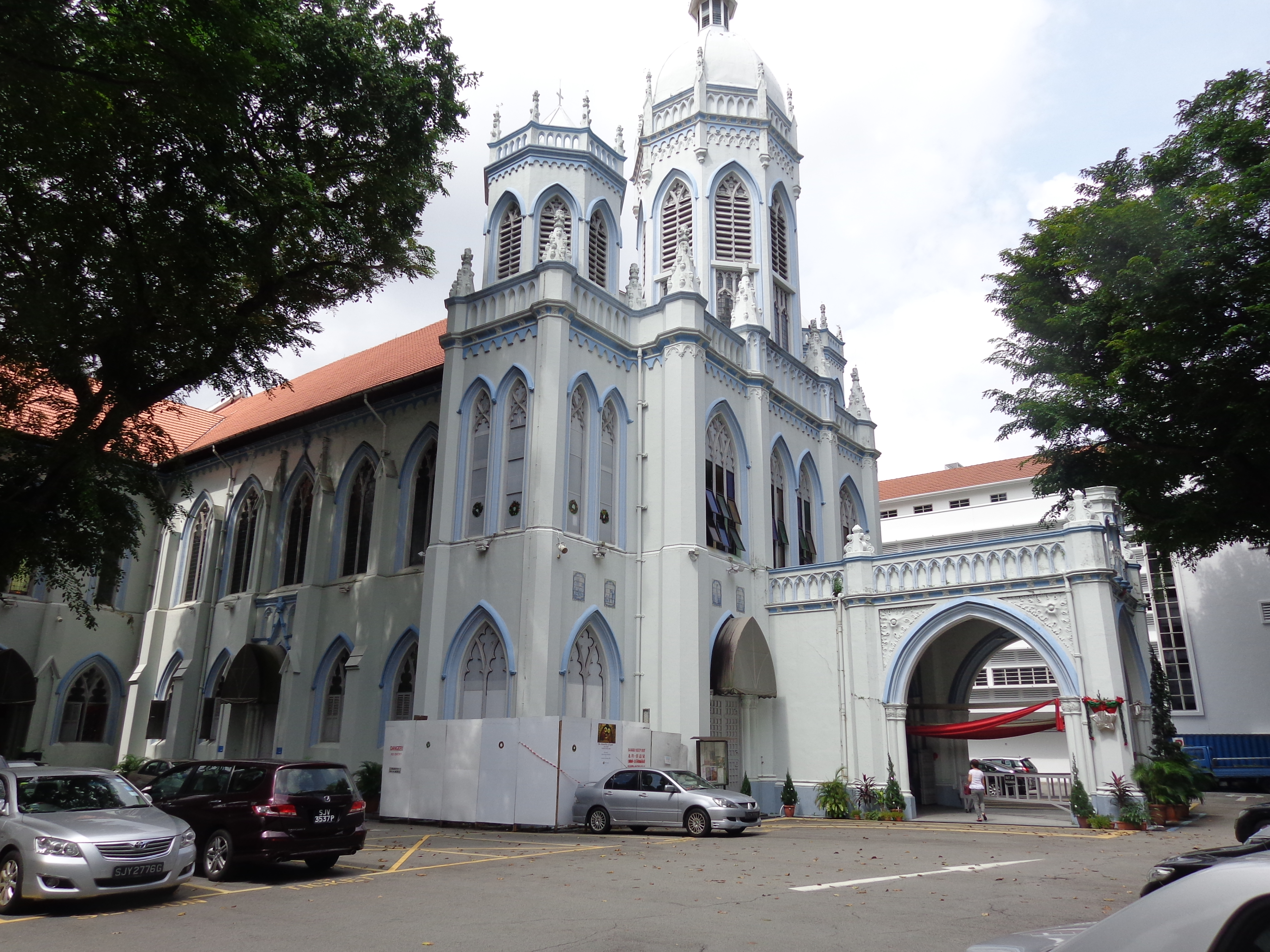
L'església de Sant Josep a Singapur, construïda a l'inici del sobre el lloc de l'anterior església edificada per Vicente de Santa Catarina, successor de Francisco da Silva Pinto e Maya, entre el 1851 i el 1853.

L'arquebisbat de Singapur (malai:  Keuskupan Agung Singapura; llatí: Archidioecesis Singaporensis) és una seu de l'Església catòlica a Singapur, immediatament subjecta a la Santa Seu. Al 2017 tenia 157.988 batejats d'un total de 5.607.000 habitants. Actualment està regida per l'arquebisbe William Goh Seng Chye.

## Territori
L'arxidiòcesi comprèn tot el territori de la ciutat-estat de Singapur, on es troba la catedral de Bon Pastor
El territori s'estén sobre 716 km² i està dividit en 29 parròquies

## Història
La diòcesi de Malaca va ser erigida el 4 de febrer de 1558 amb la butlla Pro excellenti praeeminentia del papa Pau IV i posada sota la jurisdicció del padroado del rei de Portugal. La seu de la diòcesi era la ciutat de Malaca, capital del sultanat homònim.
El territori, obtingut de l'arxidiòcesi de Goa de la qual n'era sufragània, era immens i comprenia, almenys nominalment, totes les terres sorgides a l'est de l'Índia. Després de l'erecció de la diòcesi de Macao el 1576, la diòcesi de Malaca li va cedir la Xina, el Japó i el Tonquín. El 1712 va cedir una part del seu territori a favor de l'erecció de la prefectura apostòlica de les Illes de l'Oceà Índic (avui diòcesi de Saint-Denis-de-La Reunion).
Cap a mitjans del segle xvii els neerlandesos van arrabassar el control dels territoris malais als portuguesos, implementant una política de restricció de les activitats missioneres, prohibició del culte i repressió de les poblacions catòliques, majoritàriament formades pels descendents eurasiàtics dels primers colons portuguesos. Segons el testimoni del missioner Laurent Imbert, l'any 1821 a Singapur la comunitat catòlica estava formada per només dotze persones.
Amb l'arribada dels holandesos, la diòcesi de Malaca va ser suprimida de facto i els pocs bisbes reconeguts per la Santa Seu van haver de residir a Timor o Flores o romandre a Europa. Un alentiment de la repressió es va produir durant la guerra de successió espanyola a principis del segle xviii, quan holandesos i portuguesos van trobar aliats, i això va permetre una certa llibertat de culte als catòlics, que en aquesta ocasió van construir l'església de Sant Pere a Malaca (1710). El darrer bisbe portuguès va ser nomenat l'any 1804.
Mentrestant, a principis del segle xvii, amb el naixement de Propaganda Fide, Roma va intentar eludir els inconvenients creats amb el patrocini reial portuguès erigint els vicariats apostòlics que depenien directament de la Santa Seu. El 1669 va sorgir el vicariat apostòlic de Siam (l'actual arxidiòcesi de Bangkok) amb territori desmembrat de la diòcesi de Malaca. Quan el rei de Siam va expulsar missioners estrangers l'any 1779, un grup de cristians amb el vicari apostòlic Arnaud-Antoine Garnault va trobar refugi primer a Kedah i després a Penang, al nord de Malàisia.
El 1819 la Companyia Britànica de les Índies Orientals va comprar Singapur, i els catòlics de l'illa van demanar repetidament al vicari apostòlic de Siam, Esprit Florens, que els enviés un sacerdot resident; Florens va escriure a Roma per saber si la península malaia depenia del seu vicariat. Mentrestant, també es van traslladar els portuguesos, que encara consideraven aquelles terres sota la jurisdicció del padroado i que es van afanyar a enviar des de Macau un sacerdot portuguès, Francisco da Silva Pinto i Maya. El 1827 el papa va establir, amb un decret de Propaganda Fide, que la jurisdicció sobre Singapur depenia del vicariat apostòlic de Siam. El govern portuguès es va negar a reconèixer el decret papal i l'arquebisbe de Goa va amenaçar d'excomunió a qualsevol que infringís els seus drets metropolitans a la seu de Malaca.
L'enfrontament es va fer frontalment el 1838 quan la diòcesi va ser suprimida amb el breu Multa praeclare del papa Gregori XVI i la seva jurisdicció va passar als vicariats apostòlics d'Ava i Pegù (avui arxidiòcesi de Yangon), a Birmània. Tanmateix, el 1840 va passar de nou sota la jurisdicció del Vicariat Apostòlic de Siam, confirmant així el decret de 1827.
El 10 de setembre de 1841, amb el breu Universi dominici gregis, el papa Gregori XVI va dividir el vicariat de Siam en dues parts, donant lloc al vicariat apostòlic del Siam oriental (del qual descendeix l'arxidiòcesi de Bangkok) i el vicariat apostòlic del Siam occidental, que posteriorment va prendre el nom de vicariat apostòlic de Malaca-Singapur. La missió en el nou vicariat va ser confiada als missioners de les Missions estrangeres de París, que hi treballaven ja des de 1832, dirigits pel vicari Jean-Paul-Hilaire-Michel Courvezy.
Arran del concordat entre la Santa Seu i el govern portuguès de 1886, es va resoldre la vella qüestió de la jurisdicció entre el patronat reial i Propaganda Fide: amb l'article 9 del concordat, la unió de les parròquies dependents del Padroado (Sant Pere) a Malaca i Sant Josep a Singapur) amb la diòcesi de Macao, mentre que l'article 10 deixava lliure a la Santa Seu « de nomenar els bisbes i de prendre les decisions que consideri oportunes en benefici dels fidels ».[
En virtut de l'article 10 de l'esmentat concordat, el 10 d'agost de 1888 Roma va procedir a elevar el vicariat apostòlic a diòcesi amb la carta apostòlica In Indosinensibus del papa Lleó XIII, assignant-li novament el nom de diòcesi de Malaca.
Ja sufragània de l'arquebisbat de Pondicherry i Cuddalore, el 19 de setembre de 1953 va ser elevada al rang d'arxidiòcesi sense sufragània, immediatament subjecta a la Santa Seu, amb la butlla papal Mutant res del papa Pius XII.
El 25 de febrer de 1955 va cedir porcions del seu territori en benefici de l'erecció de les diòcesis de Kuala Lumpur (ara arxidiòcesi) i Penang; el mateix dia, en virtut de la butlla Cum per apostolicas del papa Pius XII, fou elevada al rang de seu metropolitana amb el nom d'"arxidiòcesi de Malaca-Singapur" i amb les dues diòcesis de Kuala Lumpur i Penang com a sufragànies.
El 18 de desembre de 1972, a causa de l'efecte de la butlla Spe certain ducti del papa Pau VI, l'arxidiòcesi es va dividir donant lloc a la diòcesi de Malaca-Johore (avui diòcesi de Melaka-Johor), mentre que la resta va prendre el nom actual d'arxidiòcesi de Singapur, però, perdent la dignitat d'una seu metropolitana i esdevenint una seu arxiepiscopal immediatament subjecta a la Santa Seu .
El 1981 es va acabar la jurisdicció dels bisbes de Macau sobre l'església i la parròquia de Sant Josep de Singapur, encara que, per facilitar la transició, la parròquia va continuar sent oficiada per sacerdots enviats de Macau fins al 1999.

## Cronologia episcopal

### Seu de Malaca
- Beat Jorge de Santa Luzia, O.P. † (4 de febrer de 1558 - 1576 o 1577 renuncià)
- João Ribeiro Gaio † (29 de gener de 1578 - 1601 mort)
- Cristovão da Sá i Lisboa, O.S.H. † (30 d'agost de 1604 - 12 de novembre de 1612 nomenat arquebisbe de Goa)
- Gonçalvo da Silva † (4 de febrer de 1613 - 6 de setembre de 1632 nomenat bisbe de Ceuta i Tànger)
- António do Rosário, O.P. † (9 de febrer de 1637 - 1637 ? mort)
  - Sede vacante (1637-1691)
  - Gregório dos Anjos † (? - 30 d'agost de 1677 nomenat bisbe de São Luís do Maranhão) (bisbe electe)
- Antonio de Sancta Theresa, O.F.M. † (8 de gener de 1691 - ? mort)
- Manuel do Santo António, O.P. † (21 de novembre de 1701 - 1738 mort)
- António de Castro † (3 de setembre de 1738 - 9 d'agost de 1743 mort)
- Miguel de Bulhões i Souza, O.P. † (28 de març de 1746 - 19 de febrer de 1748 nomenat bisbe coadjutor de Belém do Pará)
- Gerardo de San José, O.P. † (19 de febrer de 1748 - de gener de 1760 mort)
  - Sede vacante (1760-1782)
- Alexandre da Sagrada Familia Ferreira da Silva, O.F.M. † (16 de desembre de 1782 - 14 de febrer de 1785 nomenat bisbe de Angola i Congo)
  - Sede vacante (1785-1804)
- Francisco de São Damazo Abreu Vieira, O.F.M. † (29 d'octubre de 1804 - 15 de març de 1815 nomenat bisbe de San Salvador de Bahia)
  - Sede vacante (1815-1838)
  - Seu suprimida (1838-1841)

### Seu de Singapur
- Jean-Paul-Hilaire-Michel Courvezy, M.E.P. † (10 de setembre de 1841 - 7 de setembre de 1844 renuncià)
- Jean-Baptiste Boucho, M.E.P. † (3 de juny de 1845 - 6 de març de 1871 mort)
- Michel-Esther Le Turdu, M.E.P. † (6 de març de 1871 - 10 de maig de 1877 mort)
- Edouard Gasnier, M.E.P. † (28 de març de 1878 - 8 d'abril de 1896 mort)
- René-Michel-Marie Fée, M.E.P. † (21 de juliol de 1896 - 20 de gener de 1904 mort)
- Marie-Luc-Alphonse-Emile Barillon, M.E.P. † (10 de maig de 1904 - 10 de gener de 1933 renuncià)
- Adrien Pierre Devals, M.E.P. † (27 de novembre de 1933 - 17 de gener de 1945 mort)
  - Sede vacante (1945-1947)
- Michel Olçomendy, M.E.P. † (21 de gener de 1947 - 3 de febrer de 1977 jubilat)
- Gregory Yong Sooi Ngean † (3 de febrer de 1977 - 14 d'octubre de 2000 jubilat)
- Nicholas Chia Yeck Joo (15 de maig de 2001 - 20 de maig de 2013 jubilat)
- William Goh Seng Chye, des del 20 de maig de 2013

## Estadístiques
A finals del 2017, la diòcesi tenia 157.988 batejats sobre una població de 5.607.000 persones, equivalent al 2,8% del total.
| any  | població | població  | població | sacerdots | sacerdots       | sacerdots       | sacerdots             | diàques | religiosos | religiosos | parroquies |
| ---- | -------- | --------- | -------- | --------- | --------------- | --------------- | --------------------- | ------- | ---------- | ---------- | ---------- |
| any  | batejats | total     | %        | total     | clergat secular | clergat regular | batejats por sacerdot | diàques | homes      | dones      |            |
| 1950 | 95.624   | 6.242.002 | 1,5      | 43        | 36              | 7               | 2.223                 |         | 124        | 420        | 38         |
| 1969 | 93.500   | 3.664.900 | 2,6      | 105       | 74              | 31              | 890                   |         | 109        | 259        | 34         |
| 1980 | 85.380   | 2.400.000 | 3,6      | 90        | 59              | 31              | 948                   |         | 85         | 246        | 24         |
| 1990 | 108.601  | 2.650.000 | 4,1      | 119       | 75              | 44              | 912                   |         | 110        | 241        | 29         |
| 1999 | 143.668  | 3.865.600 | 3,7      | 126       | 76              | 50              | 1.140                 |         | 110        | 211        | 30         |
| 2000 | 147.421  | 3.893.700 | 3,8      | 140       | 76              | 64              | 1.053                 |         | 121        | 248        | 30         |
| 2001 | 151.655  | 4.017.700 | 3,8      | 126       | 67              | 59              | 1.203                 |         | 112        | 216        | 30         |
| 2002 | 155.537  | 4.131.200 | 3,8      | 130       | 69              | 61              | 1.196                 |         | 119        | 220        | 30         |
| 2003 | 159.132  | 4.163.700 | 3,8      | 130       | 68              | 62              | 1.224                 |         | 135        | 249        | 30         |
| 2004 | 162.711  | 4.185.200 | 3,9      | 137       | 70              | 67              | 1.187                 |         | 132        | 202        | 30         |
| 2010 | 185.208  | 4.990.000 | 3,7      | 131       | 71              | 60              | 1.413                 |         | 171        | 210        | 31         |
| 2014 | 152.922  | 5.399.200 | 2,8      | 145       | 65              | 80              | 1.054                 | 1       | 126        | 176        | 28         |
| 2017 | 157.988  | 5.607.000 | 2,8      | 147       | 71              | 76              | 1.074                 | 1       | 125        | 173        | 29         |